# ハスカール

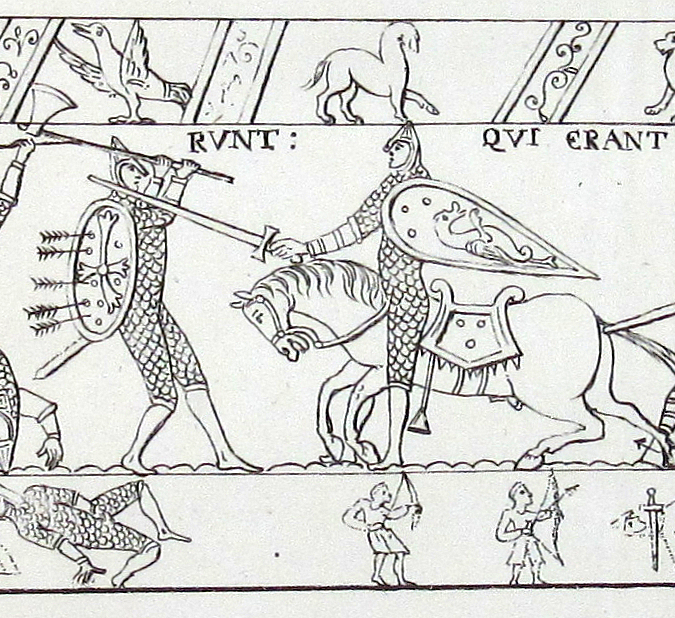
バイユーのタペストリーに描かれたハスカール（左）。

ハスカール（古ノルド語:Huskarl）とは、暗黒時代から中世初期にかけてのゲルマン民族、特に北欧やイングランドなどにいた職業軍人、傭兵の一つ。ハウスカール（英語:Housecarl）とも。

## 概要
封建制度が確立した中世ヨーロッパ社会であれば土地を媒体として騎士を戦争に参加させるなどして職業軍人を確保できるが、封建制度が無い、あっても未成熟な社会においてはハスカールは必要な存在であった。彼らは小規模ではあるが常備軍であり、幼少の頃から高度な戦闘訓練を受けて、首領や王侯貴族に私兵として仕え、その報酬として主に金銭や略奪品の分け前などを受け取っていた。しかしこうした首領や王侯貴族が十分な略奪を行わずハスカールへの報酬を払えない場合、ハスカールは彼らを排除したり見捨てたりすることもあった。自発的な戦闘集団であったため、このように主君に絶対服従を誓う決定力のある戦力とは言いがたかったが、ヘイスティングズの戦いでは例外的にハロルド2世が戦死した後も彼の配下であったハスカールは最後の一人に至るまで果敢に戦い、討ち死にしていったという。
また、時代が下ると傭兵全般を指してハスカールと呼ばれた。
文献として初めて記録されたのは11世紀初頭からで、スヴェン1世がイングランドを征服しハスカールの制度をイングランドに持ち込んだことから始まる。イングランドでのハスカールは王宮に住み、1人の伯に対して250～300人が仕えていたという。当時のイングランドとしてはほぼ最強の戦士集団であり、相次ぐ戦いでハスカールを消耗したこともハロルド2世がウィリアム1世に敗北した要因の一つだと言う。
中世ロシアのキエフ大公国、およびその他の諸公国に存在した親衛隊ないし従士団であるドルジーナ (Druzhina) は、元々はロシアに侵攻したヴァイキング（ヴァリャーグ）のハスカールが起源となったとされている。また、こうしたヴァイキング（ノルマン人）の傭兵部隊は東ローマ帝国ではヴァラング隊 (Varangias) と呼ばれ皇帝の親衛隊として仕えた。
ヨーロッパ諸国で封建制度が確立し騎士を戦争に参加させるようになるとハスカールは不要となり、騎士や領主などに組み込まれるなどして姿を消していった。

## 装備
主な装備は剣・槍（おそらくはフラメア）、カイトシールド、丈の長い鎖帷子、水滴型の兜だが、中には棍棒や両手剣、長柄の斧などを両手で振り回し戦っていたハスカールもいたらしい。特に長柄の斧はイングランドのハスカールの伝統となっており、前述したヘイスティングズの戦いでもノルマン人の騎兵に対抗するためにサクソン人のハスカールたちは馬の足や首を叩き切ることができる長柄の斧で戦った。戦場まで馬で移動する事はあっても、戦闘となると基本的に歩兵だった。
また槍を持つハスカールは、当時のヨーロッパでオーディン崇拝の流れから戦場で槍を投げることを会戦の合図とするという風習もあってか、それを投槍として使用することもあった。さらにその槍の穂先を頭上に掲げ楯を前にしてファランクスのような陣形を組むことで槍衾を作り敵の飛び道具に対抗した。楯は大型かつ頑丈でハスカールの象徴といえるような存在だった。これによって弓矢や投擲武器による攻撃をある程度撥ね退けることが出来た。盾には革紐が付いており、両手持ちの武器を使用する際はこれを肩にかけて盾を携帯した。
なおコンピュータ・ゲームの世界ではハスカールの傭兵軍が弓矢に耐する防御力や要塞の攻略に秀でていると描写されることがしばしばあるが、史書には取り立ててそのような記述は存在しない。これはゲルマン系傭兵の略奪品を報酬としたハスカールのあり方から生まれた、創作上のイメージと言える。